# Tegal Sari (Belitang II)
Tegal Sari is een bestuurslaag in het regentschap Ogan Komering Ulu van de provincie Zuid-Sumatra, Indonesië. Tegal Sari telt 1530 inwoners (volkstelling 2010).